# Kirkwoodscheiding

De verdeling van de halve lange assen van de omloopbaan van planetoïden. De minima zijn de Kirkwoodscheidingen die worden veroorzaakt door resonanties met de baan van Jupiter

Een Kirkwoodscheiding (of Kirkwoodgaping, Engels: Kirkwood gap) is een zone in de planetoïdengordel waar veel minder planetoïden voorkomen dan in de directe omgeving, als gevolg van storingen door de aantrekkingskracht van de planeet Jupiter.
Alle Kirkwoodscheidingen bevinden zich op plaatsen waar de omloopstijd om de zon een simpele fractie zou zijn (bijvoorbeeld 1/3, 2/5 enzovoort) van de omloopstijd van Jupiter (11,86 jaar). Zo is er een Kirkwoodscheiding op 2,501 AE van de zon. Stel dat daar een planetoïde zou bewegen. Zijn omloopstijd om de zon zou daar 3,954 jaar zijn en dat is precies 1/3 van de omloopstijd van Jupiter (11,86 jaar). Door die verhouding van één op drie zou de planetoïde na iedere drie omlopen opnieuw Jupiter passeren, telkens op dezelfde plaats en dus ook telkens opnieuw dezelfde zwaartekracht van Jupiter ondervinden. Die periodieke kracht zou de planetoïde al vrij snel uit zijn baan trekken. Banen in de Kirkwoodscheidingen zijn dus instabiel.
Deze zelfde redenering geldt voor alle Kirkwoodscheidingen. Er zijn er gevonden bij omloopstijden die 1/4, 2/7, 1/3, 3/8, 2/5, 3/7, 1/2 of 3/5 bedragen van de omloopstijd van Jupiter. Kirkwoodscheidingen zijn een bijzonder geval van baanresonantie. Een soortgelijk effect treedt in het ringenstelsel van Saturnus op bij de Cassinischeiding.
Het verschijnsel Kirkwoodscheiding werd in 1857 voorspeld door de astronoom Daniel Kirkwood. Op dat moment waren er nog geen vijftig planetoïden ontdekt, te weinig om de scheidingen statistisch te kunnen bewijzen. Maar nu er inmiddels meer dan 300.000 planetoïden bekend zijn, blijken de Kirkwoodscheidingen overtuigend aanwezig.